# Alois Larisch
Alois Larisch (11. listopadu 1810, Krnov - 25. června 1880, Krnov) byl soukenický mistr, zakladatel vlnařských továren v Krnově.

## Život

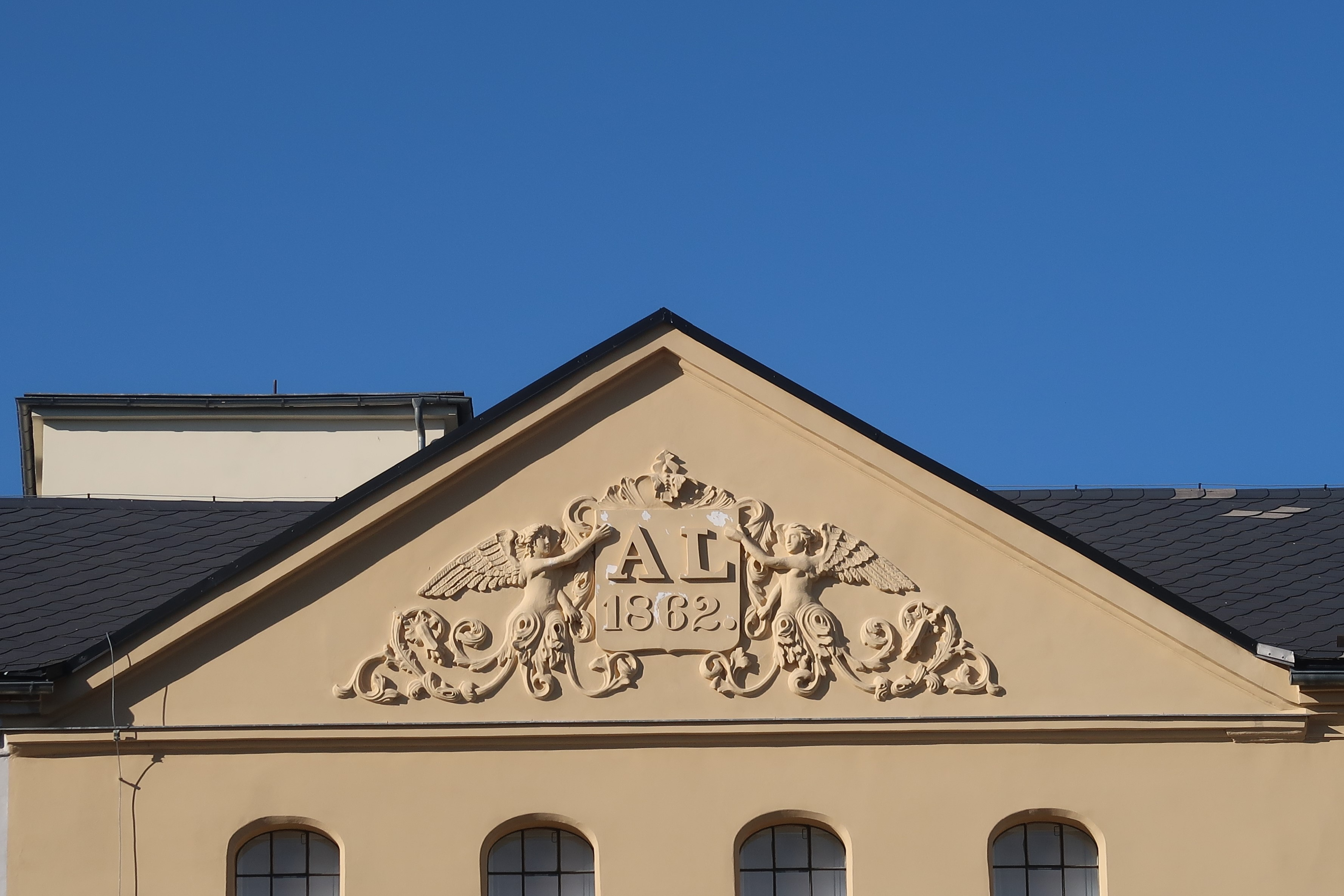
Iniciály Aloise Larische na krnovské továrně postavené v roce 1862

Narodil se v rodině místního hostinského. V letech 1825 – 1828 se učil soukeníkem a roku 1831 mu krnovský soukenický cech vydal mistrovský list. Poté si v jednom z měšťanských šenkovních domů vybudoval soukenickou rukodělnou tkalcovnu a později barvírnu a přádelnu. V roce 1833 se oženil s Johannou Paulerovou. Roku 1841 založil v Kostelci strojní přádelnu vlny. V ní roku 1848 instaloval parní stroj – je pokládán za prvního, který toto zařízení použil v tomto v regionu. Přímo v Krnově získal pozemek, na němž roku 1862 postavil čtyřpodlažní moderní tovární budovu a umístil v ní tkalcovnu, vybavenou saskými strojními tkalcovskými stavy nejmodernější konstrukce.
Alois Larisch byl také veřejně činný. V letech 1864 – 1872 byl starostou Krnova. Za Prusko-rakouské války zachránil městskou pokladnu před cizími vojsky. Byl také iniciátorem založení prvního peněžního ústavu v Krnově – městské spořitelny v roce 1869.
Zemřel roku 1880 v Krnově a byl pohřben na zdejším městském hřbitově.
Budova bývalé přádelny s dílnou vzorkovny (dezinatury) včetně strojního vybavení v Larischově továrně v Krnově byla v roce 2010 prohlášena národní kulturní památkou.

## Podnikatelská činnost potomků Aloise Larische

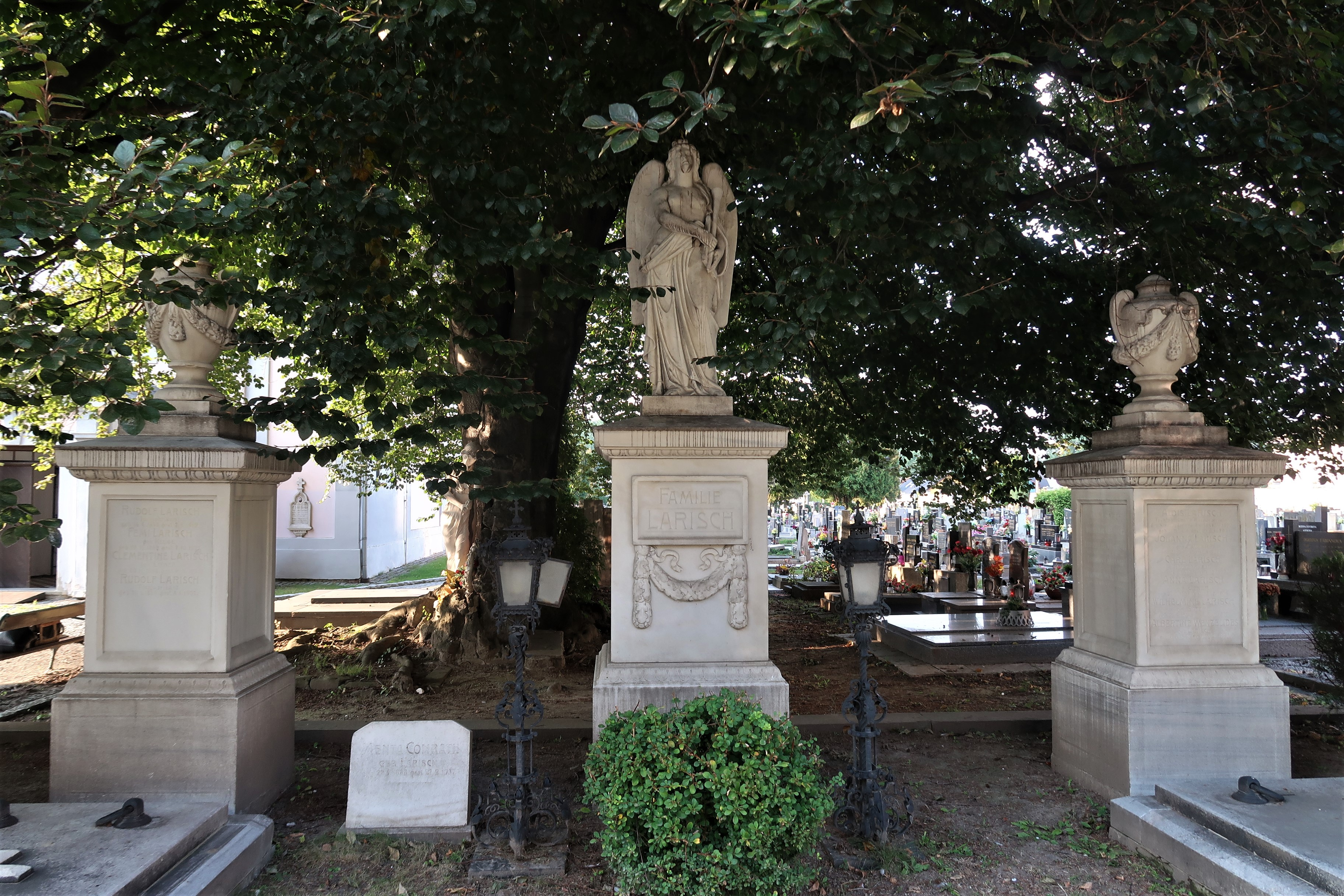
Hrobka rodiny Larischů na krnovském hřbitově

Od roku 1868 se stali podílníky na Larischově firmě jeho synové Alois (1838-92) a Karl (1843-99), firma změnila název na Alois Larisch & Söhne. 
V roce 1871 přišel do vedení firmy také třetí syn Rudolf (1850-1912) a zakladatel Alois L. předal synům vlastnictví podniku. Továrna zaměstnávala v té době asi 250 lidí ve výrobě vlněných tkanin, hodnota nemovitostí byla odhadována na 99 000 zlatých.
V roce 1905 vstoupil do firmy Rudolfův syn Hermann (1885-1975), absolvent brněnské textilní průmyslové školy. Hermann se stal v roce 1911 jednatelem firmy a ve vedení zůstal až do roku 1945 (spolu s bratrem Rudolfem ml., který v roce 1937 zemřel). V prvních dvou dekádách 20. století bylo soustavně modernizováno a částečně rozšiřováno výrobní zařízení v přádelně a tkalcovně. V roce 1929 převzal Larisch krnovskou soukenickou továrnu Franz Kunz a v roce 1938 další krnovskou textilku Vereinigte Schafwollwarenfabriken, takže se stal s cca 1000 zaměstnanci významným podnikatelem ve vlnařském průmyslu.
V roce 1945 byl majetek Larischů zkonfiskován československým státem, Hermann L. musel odejít, nejdřív do Bavorska, než v se roce 1947 stal ředitelem soukenické továrny firmy Moessmer v Brunecku (Jižní Tyrolsko), kde zůstal až do důchodu v roce 1964.

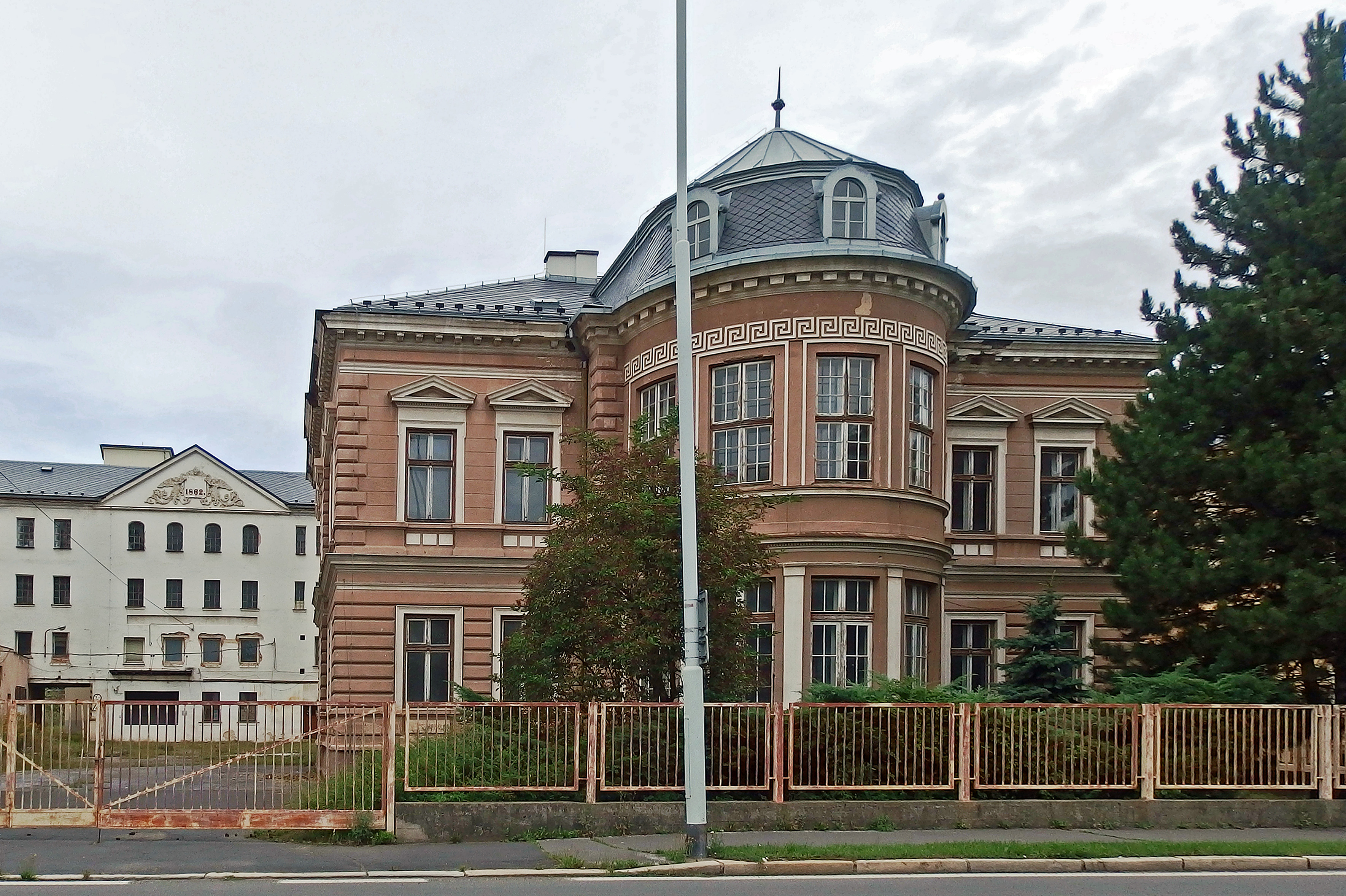
Bývala Larischova vila s továrnou v pozadí